# Marinella Terzi
Marinella Terzi Huguet (Barcelona, España, 22 de septiembre de 1958) es una escritora y traductora de origen español

## Biografía
Tras licenciarse en Ciencias de la Información (rama de Periodismo) por la Universidad Complutense de Madrid, colaboró con diversos medios de comunicación y comenzó a escribir libros para niños y jóvenes, y relatos para adultos. Traductora de más de cien libros infantiles y juveniles -que ha vertido al castellano desde el catalán, el italiano y el alemán-, durante veintiún años trabajó como editora en una prestigiosa editorial de literatura infantil y juvenil. Actualmente compagina la escritura con la edición y la traducción freelance. Buena parte de su tiempo lo dedica también a realizar encuentros con sus lectores  en los colegios y a impartir clases de creación, edición y redacción.

## Obras
- 1989 Un problema con patas
- 1990 Estornudos con sorpresa
- 1992 Rodando, rodando
- 1993 Espiral
- 1997 Un día estupendo
- 2000 Llámalo X
- 2002 ¿De vacaciones en México?
- 2005 De Gabriel a Gabriel
- 2006 Un año nada corriente
- 2007 El viaje de Lunatón
- 2007 Cuando juego
- 2008 Naranjas de la China
- 2009 Estornudos mágicos
- 2010 Refrescos frescos de burbujas brujas
- 2010 Josete y Bongo van de safari con Rosanna Vicente Terzi
- 2012 Falsa naturaleza muerta
- 2012 ¡Que no pare la risa!
- 2014 ¿De vacaciones en Madrid?
- 2015 El hijo del pintor
- 2015 Chocobones, S.L. -El mundo del revés-
- 2016 Silvia, Cleopatro y los juguetes.[2]
- 2018 Un libro debajo de la cama
- 2020 ¡A jugar y a bailar en la orillita del mar!

## Premios
- 2005 Cervantes Chico otorgado por el Ayuntamiento de Alcalá de Henares a su trayectoria.[3]
- 2016 Falsa naturaleza muerta, finalista Premio Fundación Cuatro Gatos
- 2016 El hijo del pintor, finalista Premio Hache